# Psary (comune rurale)
Psary è un comune rurale polacco del distretto di Będzin, nel voivodato della Slesia. Ricopre una superficie di 45,98 km² e nel 2004 contava 11 086 abitanti.